# نواه فيلبس
نواه فيلبس (بالإنجليزية: Noah Phelps)‏ هو سياسي أمريكي، ولد في 21 مايو 1808، وتوفي في 29 يوليو 1896. حزبياً، نشط في الحزب الديمقراطي.